# Lobogonia olivata
Lobogonia olivata är en fjärilsart som beskrevs av W. Warren 1896. Lobogonia olivata ingår i släktet Lobogonia och familjen mätare. Inga underarter finns listade i Catalogue of Life.